# St. Olaf Lutheran Church (Red Lodge)

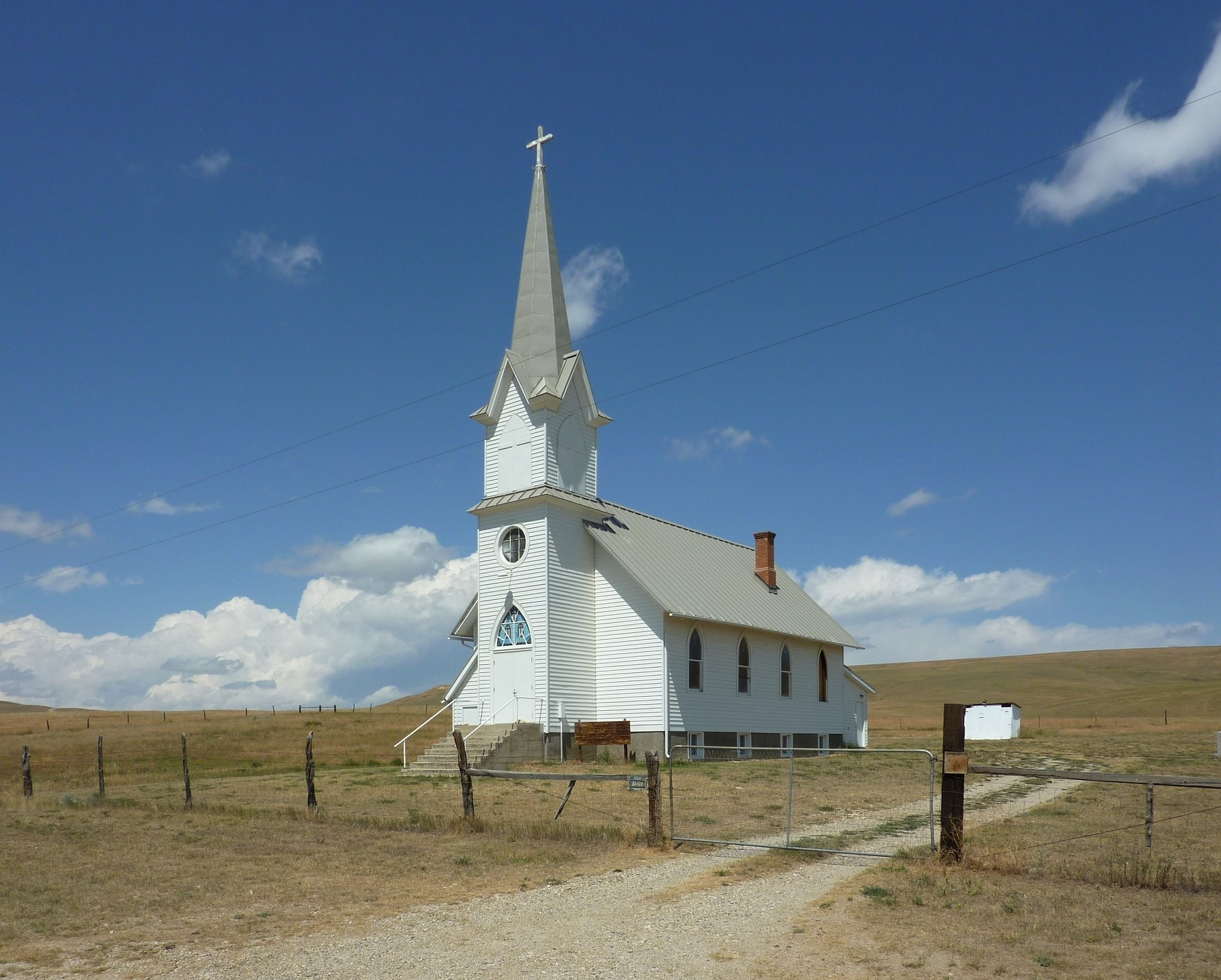
St Olaf Lutheran Church

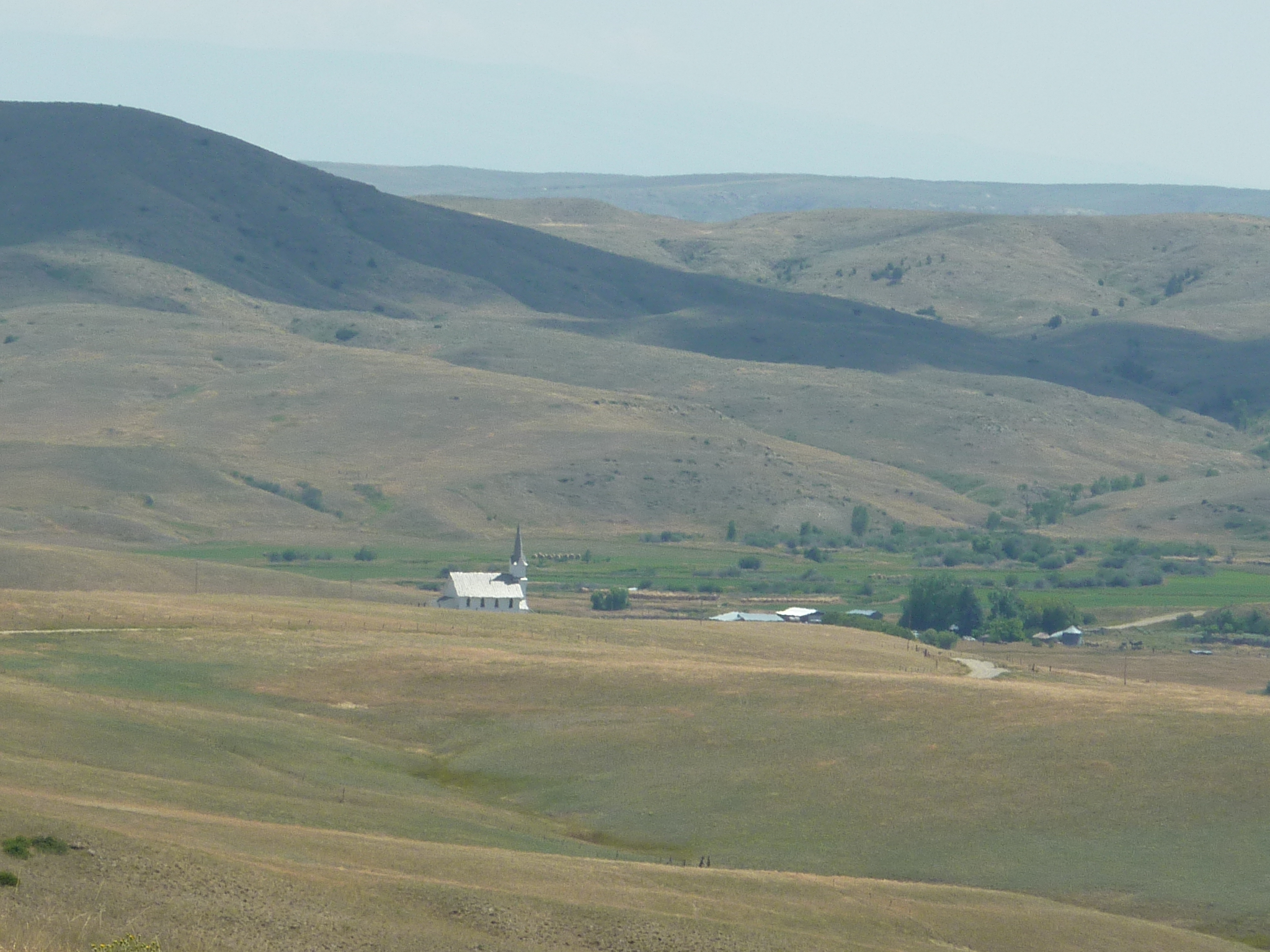
Die Kirche auf dem Vorland der Beartooth Mountains

Die St. Olaf Lutheran Church ist eine evangelisch-lutherische Pionierkirche im Carbon County im US-Bundesstaat Montana. Sie befindet sich 35 km nordwestlich der Ortschaft Red Lodge freistehend auf dem hügeligen Vorland der Beartooth Mountains.

## Geschichte
Am 8. April 1904 gründeten lutherische Farmer, die nicht mehr den mühsamen Weg bis zum Gottesdienst in Absorakee zurücklegen wollten, eine eigene Kirchengemeinde, die sie St.-Olaf-Gemeinde nannten. Damit griffen sie einen Rückbezug auf den Glauben ihres Heimatlandes auf, da die Gründungsfamilien ausschließlich aus Norwegen eingewandert waren. Der Pfarrer von Absorakee, Jorgen Elius Madson, hielt zunächst Gottesdienste in Privathäusern und Schulgebäuden ab.
Nachdem genug Geld gesammelt worden war, begann man mit dem Bau einer eigenen Kirche, die 1921 fertiggestellt wurde. Das Gebäude erhielt acht Buntglasfenster aus Billings. Der Bau erfolgte an einem Ort, der von den Familien auf den Farmen in zwei Tälern am besten erreicht worden konnte, am Schnittpunkt des Red Lodge Creeks und des Volney Creeks. Pfarrer Madson war der erste von 15 lutherischen Geistlichen in St. Olaf. Er liegt auf dem Friedhof neben der Kirche bestattet, der noch heute in Gebrauch ist. Die Kirche selber wird nur noch zu Sondergottesdiensten genutzt und gehört keiner selbstständigen Kirchengemeinde mehr an.